# Stracena bananoides
Stracena bananoides är en fjärilsart som beskrevs av Erich Martin Hering 1927. Stracena bananoides ingår i släktet Stracena och familjen tofsspinnare. Inga underarter finns listade i Catalogue of Life.